# Кривошеев, Николай Михайлович
Николай Михайлович Кривошеев (1927—2015) — советский передовик производства в транспортном строительстве. Герой Социалистического Труда (1971).

## Биография
Родился 3 октября 1927 года в селе Покров-Майдан Воротынского района Нижегородской области в крестьянской семье.
После окончания неполной средней школы Н. М. Кривошеев стал работать в колхозе «12 лет Октября» Воротынского района до призыва в РККА в 1944 году. С 1944 по 1951 году проходил службу в войсках МВД.
С 1951 года после увольнения в запас работал помощником машиниста железнодорожного крана в локомотивном депо железнодорожной станции Горький — Сортировочный. С 1953 года назначен машинистом.
С 1955 года Н. М. Кривошеев перешёл работать машинистом железнодорожного крана строительного поезда № 167 треста «Горьктрансстрой». Участвовал в строительстве: путей трассы Горький — Котельнич, электрификации Горьковского железнодорожного узла и магистрали Москва — Горький — Свердловск, разгрузочной станции Ужовка на магистрали Уренгой — Ужгород, подъездных путей к свинооткормочному комплексу в городе Выкса и других важных железнодорожных объектов.
22 марта 1965 года Указом Президиума Верховного Совета СССР Н. М. Кривошеев «за отличие в труде» был награждён Орденом Трудового Красного Знамени.
7 мая 1971 года «за выдающиеся успехи, достигнутые в выполнении заданий пятилетнего плана по транспортному строительству» Указом Президиума Верховного Совета СССР Николай Михайлович Кривошеев был удостоен звания Героя Социалистического Труда с вручением Ордена Ленина и золотой медали «Серп и Молот».
С 1957 года Н. М. Кривошеев неоднократно избирался депутатом Канавинского районного и Горьковского городского Советов депутатов трудящихся.
С 1990 года на пенсии. 7 октября 2015 года умер в городе Нижний Новгород. Похоронен на Сортировочном кладбище.

## Награды
- Медаль «Серп и Молот» (7.05.1971)
- Орден Ленина (7.05.1971)
- Орден Трудового Красного Знамени (22.03.1965)